# Russula redolens
Russula redolens é um fungo que pertence ao gênero de cogumelos Russula na ordem Russulales. Foi descrito cientificamente por Gertrude Simmons Burlingham em 1921. Tem sabor desagradável e cheira a salsa. Seu chapéu é liso e de cor "verde-monótono a azul-esverdeado".